# Adad-nerari II
Sauf précision contraire, les dates de cet article sont sous-entendues « avant l'ère commune » (AEC), c'est-à-dire « avant Jésus-Christ ».
Adad-nerari II ou Adad-nirari (Adad-nērārī, « Adad est mon secours »), roi d'Assyrie de 911 à 891, est fils d'Assur-dan II. Il est parfois considéré comme le premier souverain de la période néo-assyrienne, mais ce rôle est plutôt attribué à son père.
Adad-nerari II récupère en effet de son prédécesseur un royaume en expansion, certes encore modeste, mais qui a repris de l'allant après un siècle de revers infligés de toutes parts par différents groupes de peuples. 
Ce roi entreprend aussi des campagnes vers les régions montagneuses du nord, vers les pays de Habhu et de Nairi. Surtout, il cherche à étendre le domaine assyrien vers le sud-est, dans la région du Petit Zab, où la puissance dominant la Mésopotamie du sud, le royaume de Babylone, a étendu son influence. Rencontrant un premier succès, il parvient à conduire ses armées jusqu'à Der, aux marges de la Babylonie, avant de repartir. Cela lui permet surtout d'annexer l'importante ville d'Arrapha (l'actuelle Kirkuk) et sa région, et de consolider les positions assyriennes au sud-est, la ville servant ensuite de base aux troupes assyriennes pour mener campagne dans le Zagros. Selon une chronique babylonienne, l’Histoire synchronique, sa confrontation avec Babylone se conclut par un accord avec son homologue Nabû-shuma-ukin, fixant la frontière, les deux rois épousant leurs filles respectives.
À l'ouest Adad-nerari poursuit la lutte contre les Araméens, qui sont alors présents dans toute la Haute Mésopotamie, ancien domaine du royaume assyrien, où ils ont constitué leurs royaumes. Ils sont de ce fait une des cibles privilégiées des campagnes de ce roi, et de ses successeurs. Il consolide les positions assyriennes vers l'ouest en reconstruisant la cité d'Apku, située entre Ninive et le Djebel Sinjar, une ancienne ville assyrienne abandonnée, dont il fait un centre administratif. Il étend l'influence assyrienne sur la région du triangle du Khabur, où il fait des rois de Nasibina et de Guzana ses vassaux. Il parvient finalement à mener une grande campagne en traversant la région du Khabur puis en rejoignant l'Euphrate, qu'il redescend ensuite. Il collecte le tribut des rois locaux, sans rencontrer d'opposition militaire, véritable démonstration de force qui signifie que l'armée assyrienne a alors clairement pris le dessus sur ses opposants dans la région.
De ses activités de bâtisseur, on sait qu'il construit ou restaure plusieurs portes et palais à Assur. Son fils Tukulti-Ninurta II lui succède.